# 迪氏長吻鰩
迪氏長吻鰩（學名：Dipturus diehli），為軟骨魚綱鰩目鰩科長吻鰩屬的一種，分布於西南大西洋巴西海域，深度約480公尺，體長可達101公分，棲息在深海海域，為底棲性魚類，肉食性，卵生，生活習性不明。